# Heden (Älvdalen)
Heden is een plaats in de gemeente Älvdalen in het landschap Dalarna en de provincie Dalarnas län in Zweden. De plaats heeft 53 inwoners (2005) en een oppervlakte van 55 hectare. Heden wordt grotendeels omringd door bos en ligt aan een breder stuk van de rivier de Österdalälven. De plaats Älvdalen ligt zo'n zeventig kilometer ten zuidoosten van het dorp.

## Verkeer en vervoer
Bij de plaats loopt de Länsväg 311.